# Spoorlijn Hagen-Vorhalle - Herdecke
De spoorlijn Hagen-Vorhalle - Herdecke is een Duitse spoorlijn en is als spoorlijn 2821 onder beheer van DB Netze.

## Geschiedenis
Het traject werd door de Preußische Staatseisenbahnen geopend op 2 januari 1912. Na het instorten van de Ruhrbrug bij een luchtaanval op 15 mei 1943 heeft vervoer op de lijn stilgelegen tot 28 juli 1957.

## Treindiensten
De Deutsche Bahn verzorgt het personenvervoer op dit traject met RB treinen.
| Serie | Treinsoort                  | Route                                                                                                 | Bijzonderheden                                               |
| ----- | --------------------------- | --- | ------------------------------------------------------------ |
| RB 52 | Regionalbahn (DB Regio NRW) | Lüdenscheid – Brügge (Westf) – Schalksmühle – Hagen Hbf – Herdecke – Dortmund Tierpark – Dortmund Hbf | Volmetal-Bahn zondagmorgen 1x per twee uur Hagen-Lüdenscheid |

## Aansluitingen
In de volgende plaatsen is of was er een aansluiting op de volgende spoorlijnen:
Hagen-Vorhalle Yo
DB 2801, spoorlijn tussen Hagen en Dortmund
Herdecke
DB 2423, spoorlijn tussen Düsseldorf-Derendorf en Dortmund Süd